# Philydrella
Philydrella es un pequeño género con dos especies de plantas pertenecientes a la familia de las filidráceas. Es originario del sudoeste de Australia.

## Especies
- Philydrella drummondii L.G.Adams, in Fl. Australia 45: 454 (1987).
- Philydrella pygmaea (R.Br.) Caruel in A.L.P.P.de Candolle & A.C.P.de Candolle, Monogr. Phan. 3: 4 (1881).

## Sinonimia
- Hetaeria Endl., Gen. Pl.: 133. 1836.
- Pritzelia F.Muell., Descr. Notes Papuan Pl. 1: 13. 1875, nom. illeg.[1]